# دبورية
دبورية (بالعبرية: דַבּוּרִיָּה) هي قرية عربية تقع في منطقة الجليل الشرقي وتقع على السفح الغربي لجبل الطور المقدس لدى المسيحيين، تعلو ما يقارب الـ 150 ~ 200 متر فوق سطح البحر. اما جبل الطور فيرتفع عن سهل مرج ابن عامر إلى علو يبلغ نحو 650 متراً، اما ارتفاعه عن سطح البحر فيبلغ 588 مترا. وتقع القرية إداريًا في المنطقة الشمالية شمال إسرائيل. وأُعلن عنها بمقام مجلس محلي في عام 1961.

## الاسم
حملت القرية أسماءً عِدة وَسُجل اسمها بالتاريخ لأول مرة ضمن قائمة المدن التي احتلها الفرعون رعمسيس الثاني سنة 1295 ق.م. تحت اسم «دْبور» أو «دْبول». أُخذ الاسم من الكلمة الكنعانية «دَبَر» أي ساق القطيع إلى المرعى والكلمة الرومانية «دِبريتا، Debritta» أي المرعى الأخضر، وذكرها المؤرخ يوسيفوس فلافيوس سنة 61 ق.م. بما يلي: «..... في ذلك الوقت قام شابُ قَريَة دِبريتا (Debritta) وهم أعضاء الحرس.....»

## التاريخ

### التاريخ القديم
إن قرية دبورية غزاها اللآشوريون والفرس والآموريون والفراعنة قبل الميلاد عدة مرات متتالية وصولا إلى البريطانيون والفرنسيون في حملة نابليون بونبارت والعثمانيون في العصر 19، وكذلك يذكر أن السيد المسيح نزل بها وصعد إلى جيل طابور حيث حدثت معجزة التجلي أو تجلي المسيح حيث كان معه أحد عشر من تلامذته، ثلاثة صعدوا معه وثمانية لَبثوا في القرية وشَيدوا كنيسة في وسط القرية وهي الآن مهدمة (منذ 1447 م) وتعرف محليا باسم «الدَير» وحولت إلى حديقة عامة، وقد ذكر في كل من:
إنجيل مرقس 14:9 - 29
إنجيل متى 14:17 - 21
إنجيل لوقا 37:9 - 43
«وفي اليوم التالي نزلوا من الجبل (تابور) استقبله جمع كبير وإذ رجل من الجمع يصرخ قائلا يا معلم أطلب إليك النظر في إبني فإنه وحيد لي، وها روح يأخذه فيصرخ بغتة فيصرعه مزبدا، وبالجهد يفارقه مرضضا إياه، وطلبت من تلاميذك أن يخرجوا فلم يقدروا فأجاب يسوع وقال:» أيها الجيل غير المؤمن والملتوي إلى متى أكون معكم وأحتملكم، قدم إبنك إلى هنا «, وبينما هو آت مزقه الشيطان وصرعه، لإنتهز يسوع الروح النجس وشفي الصبي وسلمه إلى أبيه».
وكما يذكر أن المسيح في دبورية تنبأ بما سيحدث له في القدس.
ومنذ الفتح الإسلامي حتى دخول الصليبيين البلاد 1099 م كانت قرية عربية يعمل سكانها في الرعاية والزراعة وأما في العهد الصليبي فقد كان لها صور وقلعة وأطلق عليها «بوري، Burie» وبعد الفتح الأيوبي أعاد إليها صلاح الدين اسمها العربي «دبورية» وكانت دبورية تعتبر منذ نشأتها عاصمة مرج ابن عامر.

### دبورية في حرب فلسطين 1948
تمركز جيش الإنقاذ في دبورية وخدم جبل الطور في عملياته في محيط الناصرة/الشجرة. بعد انسحاب جيش الإنقاذ في ليلة 16/17 يوليو 1948 وقّع وجهاء القرية على وثيقة استسلام بدون قتال ودخلتها القوات الصهيونية.

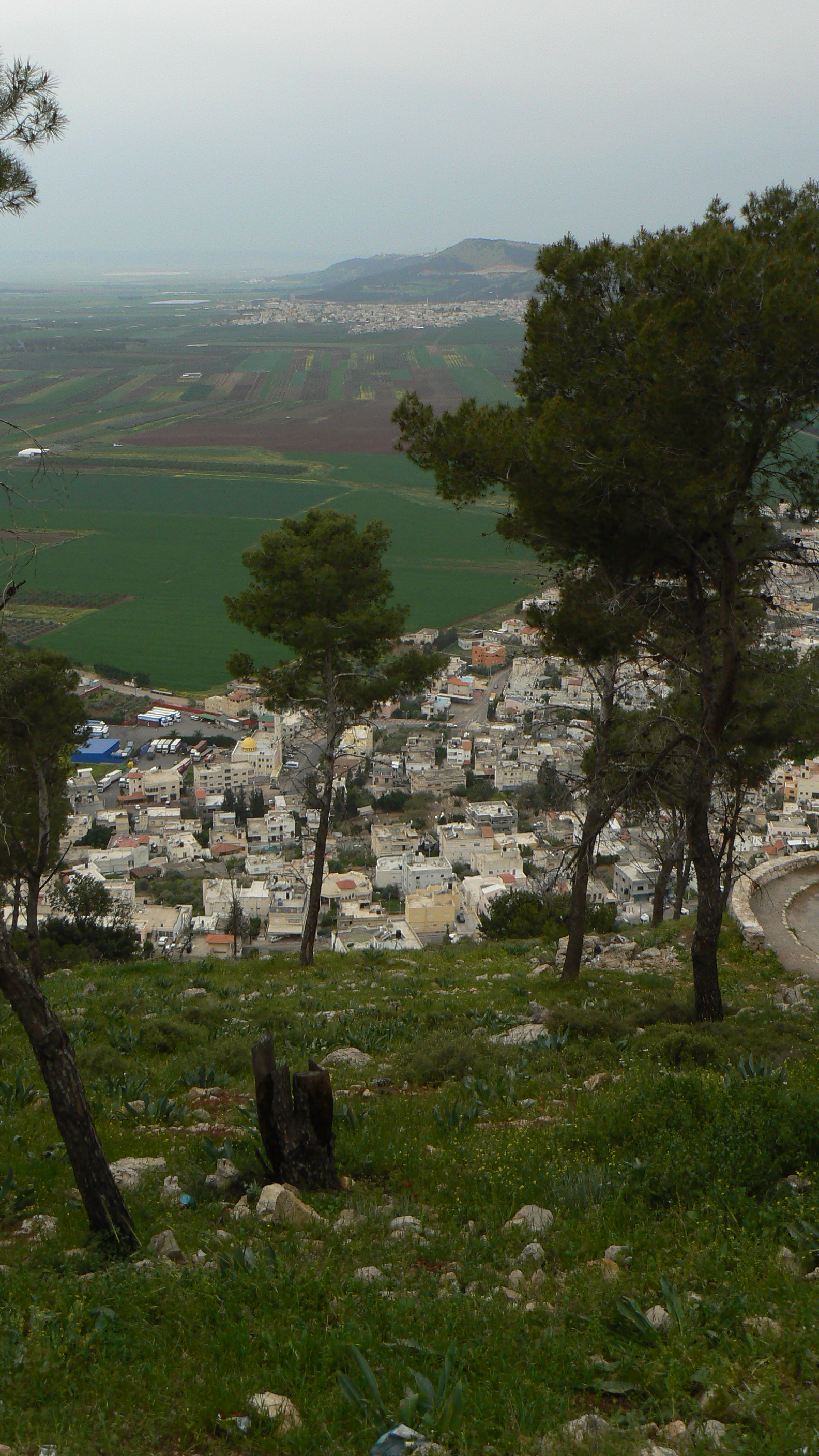
منظر لدبورية من جبل الطور

## التضاريس والأراضي
بَلَغَت مساحة دبورية عام 2005-2006 م حوالي 18604 دونم ويمكن قسم الأراضي إلى قسمين:
1. الأراضي السهلية: وهي حوالي 11140 دونم وفي غرب وجنوب القرية وتستمر وصولا إلى محاذاة جبل الناصرة وتقسم إلى مناطق مثل: الزعبلية، العوجة، المجنونة، إلى آخره....
2. الأراضي الوعرية: وهي بدورها تقسم إلى قسمين:
3. .1 نواة القرية: تبلغ 105 دونم تشمل القرية القديمة وصولا إلى وسط القرية الجديد.
4. .2 جدر القرية: وهي حوالي 3000 دونم وتحيد بالنواة من جهاتها الأربعة.

وتعد القرية صعبة التضاريس نسبيا وتقسن إلى ثلاثة مواقع:
1. السهل: وهي كافة الأرض الواقعة في سهل القرية وهي أرض منبسطة ومستقيمة وسهلة التضاريس
2. السفح: وهي جزء القرية الواقع على سفح الجبل وتعد نسبيا صعبة التضاريس
3. الجبل: وهي الجزء العلوي من القرية الذي يعد أيضا صعب التضاريس نسبيا حيث أن الأرض هناك تقل انبساطتها واستوائها

وتحيط التلال والجبال والوديان دبورية من كل الجهات، وتعج بالينابيع والآبار.

## السكان
يمكن قسم السكان بطريقتين: العمل والعائلات.
العمل في العقود القديمة للقرية احترف السكان بالزراعة وأهم المهن كانت في وقتها:
- المختار
- الإمام
- المعلم
- الناطور (البريد)
- راعي الغنم (يعتني بكافة أغنام القرية بالإيجار)
- الفلاحون

اما اليوم فأصبحت وظائف الناس بالقرية مثل سكان المدينة واصبح السكان يعملون في كل المجالات ولم يعد هناك أي اختلاف.
وبحسب إحصائيات عام 2021، كان متوسط راتب الذكر في الشهر هو 8,238 شاقل بينما الأنثى 5,494 شاقل.
العائلات هي عائلات فلسطينية يبلغ عددها 29 عائلة:
1)المصالحة 2) إبراهيم 3) أبو جوهر 4) أبو سبيه 5) أبو إرشيد 6) الأطرش 7) اكتيلات 8) أمونة 9) البياطرة
10) جبرين 11) ججيني 12) الجوفي 13) حبيب الله 14) الخطيب 15) داوود 16) دوّاس 17) راشد 18) السخنيني
19) الشحبري 20) العزايزة 21) عوض 22) القنوات 23) الكردي 24) المقطرن 25) مطر 26) النجارة 27) يوسف
28) الزبيدات 29) الصفدي
بلغ تعدادالسكان عام 1912 م 489 نسمة وعام 1922 652 نسمة، وارتفع عددهم عام 1931 إلى 747 نمسة، وعام 1945 إرتغع إلى 1290 نسمة، لكنه في عام 1948 انخفض إلى 1050 نسمة جراء الهجرة خارج فلسطين وعام 2006 وصل إلى 8500 نمسة أما في عام 2012-2011 وصل إلى 9444 نسمة تقريبا.
وفق معطيات دائرة الإحصاء المركزية، صحيح حتى 2022، بلغ عدد السكان 10797 شخص، وتحتل دبورية المكان الـ 167 في التعداد السكاني في السلطات المحلية في إسرائيل، حيث تصل نسبة التكاثر السكاني فيها إلى 0.9%.
وفي عام 2021، بلغ عدد السكان 10,782 نسمة، 5,491 ذكر و5,291 أنثى.

## التربية والتعليم
تعد القرية مرتفعة تعليميا حيث تحصد سنويا المرتبة الأولى أو الثانية أو الثالثة في مسابقات تعليمية خاصة في الرياضيات، العربية، والإنكليزية.
في بادئ الأمر تعلم الناس في الكتاب (الجامع) وبعد التتطور الأول كان الناس يسافرون يوميا للتعلم في الناصرة وبعدها بنيت ثلاثة صفوف لا تزال إلى اليوم حيث تتلمذ طلاب السابع والثامن والتاسع في المرحلة الإعدادية. واليوم تحتوي على 3 مدارس ابتدائية وإعدادية وثانوية واحدة ولا تزال تشتهر بتفوقها العلمي.
ووفقًا لعام 2021، فقد إرتفع عدد المدارس ليُصبح 4 مدراس، تحتوي على 86 صفًا. وتضُم 2,279 طالبًا وطالبة. ووصلت نسبة المؤهلين لشهادة الثانوية العامة (شهادة بجروت) في نفس العام إلى 60.6%.

## دبورية في الأدب العامي
لطالما تغنى الشعراء والأدباء بدبورية كما تغنوا بدمشق والقدس:
يا دبورية محلاكي في جنب المرج.
والطور اللي بحاذاكي مهر بلا سرج.
والأحجال برباكي عمتكرج كرج.
سبحان اللي سواكي من نار ونور.
دبورية عربية بتعز الضيف.
وقهوتها عدنية سمرا على كيف.
وكما ذكرت في قصة لـخليل السكاكيني تحت اسم:«إلى جبل الطور».
وذكرها جورج نجيب خليل في قصيدته:«يا طور» (طور هو الاسم العامي لطابور).
وميخائيل نعيمة في «من أمتع رحلاتي».

## وصلات خارجية
- موقع قرية دبورية